# Richard Hohly
Richard Hohly (* 13. März 1902 in Löwenstein; † 11. April 1995 in Bietigheim-Bissingen) war ein deutscher Maler.

## Leben
Richard Hohly wurde 1902 in Löwenstein geboren. Sein Vater war Gastwirt und Winzer. Er besuchte von 1915 bis 1922 ein Lehrerseminar in Kirchheim unter Teck und in Heilbronn und war danach zunächst arbeitslos. Später arbeitete er als Hilfsarbeiter und in einer Bank.
Ab 1924 studierte er an der Kunstakademie Stuttgart und machte seinen Abschluss für das höhere Lehramt 1929/1930. Dazwischen war er 1926 Meisterschüler der Kunstakademie Kassel. Im Jahre 1930 traf er den Maler Edvard Munch und schloss sich der Berliner Sezession an. Zu dieser Künstlergruppe gehörten damals unter anderen Max Pechstein, Lovis Corinth, Emil Nolde, Max Slevogt, Max Liebermann. Von 1932 bis 1934 arbeitete er als Kunstlehrer im damaligen Progymnasium Riedlingen. In Riedlingen heiratete er Annemarie Neumann aus Pyritz in Pommern. Unter seinen bekanntesten Arbeiten in Riedlingen gehören 12 Wandbilder im Festsaal des Gymnasiums, die 1932 erstellt, 1933 zerstört und 1998 wiederhergestellt wurden.
1937 wurden in der NS-Aktion „Entartete Kunst“ sein Bild Dame mit Bedienung (Öl auf Leinwand, 70 × 61 cm, 1930) aus dem Ulmer Museum beschlagnahmt. Sein Verbleib ist ungeklärt.
Hohly wurde 1936 aus politischen Gründen von Leonberg nach Bietigheim versetzt und unterrichtete am dortigen Gymnasium bis zu seiner Pensionierung 1967. Im November 1941 wurde er zum Militär eingezogen. Er wurde zunächst an der Ostfront – in Stalingrad und der Ukraine – als „Kriegsmaler Sonderführer“ im Range eines Leutnants eingesetzt. Die Aufgabe der Kriegsmaler war es, den Krieg zu verherrlichen, die Soldaten ideologisch zu motivieren und die Kampfmoral zu unterstützen. Die Bilder Hohlys wurden aber als negativ eingestuft und als „propagandistisch nicht verwertbar“. Da er in den russischen und ukrainischen Menschen nicht wie gefordert die „slawischen Untermenschen“ sah, stellte er diese viel zu menschlich und nach Ansicht der Nationalsozialisten zu „sympathisch“ dar. Seine etwa 50 Studien und Skizzen aus dieser Zeit, die vernichtet werden sollten, konnte er im März 1943 wieder in seinen Besitz bringen, so dass diese den Krieg überdauerten. Im März 1943 wurde er nach Frankreich zum Nachrichtendienst abkommandiert. Dort begegnete er Ernst Jünger, der in Paris stationiert war.

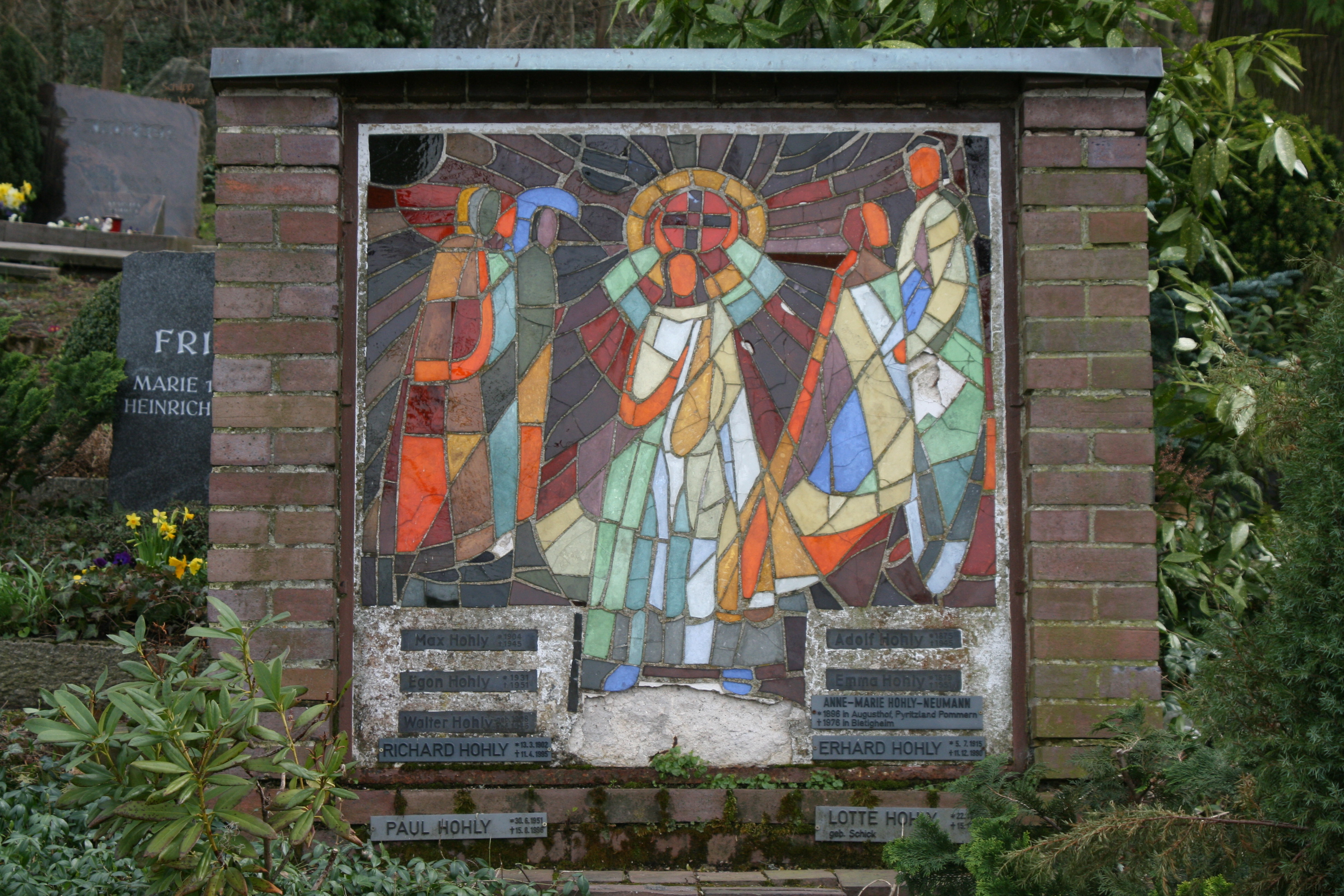
Grab der Familie Hohly

Nach dem Krieg war er Mitglied in der Künstlergruppe Der Rote Reiter und setzte sich intensiv mit der Farbenlehre von Adolf Hölzel und Johann Wolfgang von Goethe sowie den Ideen von Rudolf Steiner auseinander. In den 1950er Jahren schuf er Kunst am Bau und entwickelte eine eigene Technik der Glasintarsie. Bei dieser Glasmalerei ohne Zwischenstege klebte er farbige Gläser auf eine Trägerscheibe. Die einzelnen Stücke wurden dabei durch eine von ihm entwickelte Lichtfuge aus Kunstharz verbunden. Diese Technik ermöglichte ihm das Übereinandersetzen verschiedener Gläser, die leuchtende Zwischentöne erzeugen.
Seine erste Frau Annemarie starb 1976. Danach schuf er sich sein eigenes Museum, die Felsengalerie in Bietigheim-Bissingen. 1978 heiratete er ein zweites Mal. Er erhielt im selben Jahr für sein umfangreiches künstlerisches Lebenswerk die Verdienstmedaille des Landes Baden-Württemberg. Richard Hohly starb 1995 in Bietigheim-Bissingen und wurde in seiner Heimatstadt Löwenstein auf dem Waldfriedhof beigesetzt.

## Werke (Auswahl)
Seine Werke sind durch expressionistische Farbigkeit und vor allem durch ihre religiösen, christlich-philosophischen sowie meditativen Motive gekennzeichnet.
Werke Hohlys befinden sich heute unter anderem im Stadt- und Manfred-Kyber-Museum Löwenstein, im Rathaus und in der Gaststätte Hohly in Löwenstein sowie im Archiv der Städtischen Museen in Heilbronn.
Richard Hohly wäre im Jahre 2002 100 Jahre alt geworden. Aus diesem Anlass wurde eine Ausstellung mit dem Titel „Themen in Variationen“ vom 27. September 2002 bis 17. November 2002 in der Städtischen Galerie Bietigheim-Bissingen durchgeführt. Dort wurde ein Querschnitt seines Schaffens mit rund 125 Werken gezeigt.